# Edo Blažek
Eduard, Edo Blažek (1920.—1942.) bio je radnik, aktivan sudionik NOR i narodni heroj.

## Obitelj Blažek
Rozalija i Emil Blažek, hrvatski doseljenici, doselili su se u Teslić početkom 20. stoljeća, kao radnici novopokrenute tvornice drvne industrije »Destilacija«. U Tesliću su dobili tri sina, Antu, Josipa i Edu. Braća Anto i Edo Blažek su bili aktivni u radničkom pokretu Teslića, a kasnije i u komunističkom pokretu, a po izbijanju Drugog svjetskog rata i u organiziranju ustaničkog pokreta. Anto Blažek je rođen 1928. godine, a poginuo je 1943. kao borac 1. Proleterske brigade.

## Aktivnost u komunističkom pokretu i NOR
Edo Blažek je 1937. godine pristupio SKOJ-u, a 1941. godine je postao član KPJ. Edo Blažek je počeo s aktivnim djelovanjem po dolasku Adema Hercegovca u Teslić, 1940. godine, i time postao aktivist ćelije vezane za Tuzlu.
S ostalim istaknutim komunistima ovog kraja: Brankom Markočevićem, Ademom Hercegovcem, Miloradom Mirkovićem i Edhemom Pobrićem osnovao je i prvu organiziranu oružanu skupinu, u kolovozu 1941. godine, sa sjedištem u Cvijićima kod Čečave. Skupina je nosila naziv „Borjanska Gerila“, a kasnije postaje Odred broj 4 Prve čete za Bosansku Krajinu.
Iste godine je osnovana i druga oružana četa, Vrućička, u kojoj je Edo Blažek djelovao kao politički komesar. Ova skupina je upravo pod komandom Ede Blažeka ostvarila prve veće oružane uspjehe. 20. studenog 1941. godine u Jasenici kod Blatnice su razoružali 90 stražara i ubili komandira straže. Krajem 1941. i početkom 1942. godine u Tesliću dolazi do razdvajanja ustaničkih snaga na partizane, četnike i dobrovoljce. Kako je partizanski pokret bio nedovoljno jak, Edo Blažek s ostalim aktivistima u ljeto 1942. kreće prema Travniku da bi se priključili većim partizanskim jedinicama. Kretali su se putem preko Jezera i Manjače. Pri spuštanju s Manjače, prema Travniku, u mjestu Željezno Polje, presrela ih je veća skupina domobrana. Tom prilikom, Edo Blažek je poginuo.

## Obilježja
- Za narodnog heroja Edo Blažek je proglašen 27. listopada 1955. godine.

- Ulica u kojoj se rodio, Srednja Kolona, nosila je naziv Ulica Ede Blažeka do rata u Bosni i Hercegovini. Na njegovoj rodnoj kući je postavljena spomen-ploča.

- U cvjetnom parku u središtu Teslića postavljena je bista Ede Blažeka. Bista je bila uklonjena tijekom rata, ali je u prvim godinama poslije rata vraćena na staro mjesto.

- Na ulazu u tvornički krug »Destilacije« postavljena je spomen-ploča s imenima poginulih radnika. Ime Ede Blažeka kao narodnog heroja je istaknuto.

## Ime Ede Blažeka
U Tesliću je ime Ede Blažeka nosilo više organizacija. Svi nazivi su se zadržali do rata u Bosni i Hercegovini, a tijekom rata ili nakon rata su promijenjeni.
- ORB »Edo Blažek« osnovana je 23. ožujka 1970. i pod tim imenom je pet puta bila na radnoj akciji »Niš«, dva puta na Đerdapu, u Kraljevu i na Kozari. Šest puta je osvajala priznanje »Veljko Vlahović«, nosilac je značke i plakete OKSSRN Teslić. Brigada je povezala mjesne zajednice »4. septembar« u Tesliću i »Ratko Jović« u Nišu.

- Knjižnica »Edo Blažek«  osnovana je 1953. godine. Knjižnica danas nosi naziv »Danilo Kiš«.

- Streljačka družina »Edo Blažek«  osnovana je 1949. godine. Članovi družine su bili prvaci Balkana i Europe. Danas nosi naziv »Geofon Teslić« i dalje ostvaruje značajne rezultate.

- Klub literarnih stvaralaca »Edo Blažek«  okupljao je mlade autore s područja Teslića i izdavao njihova djela.